# Palais Gnecco

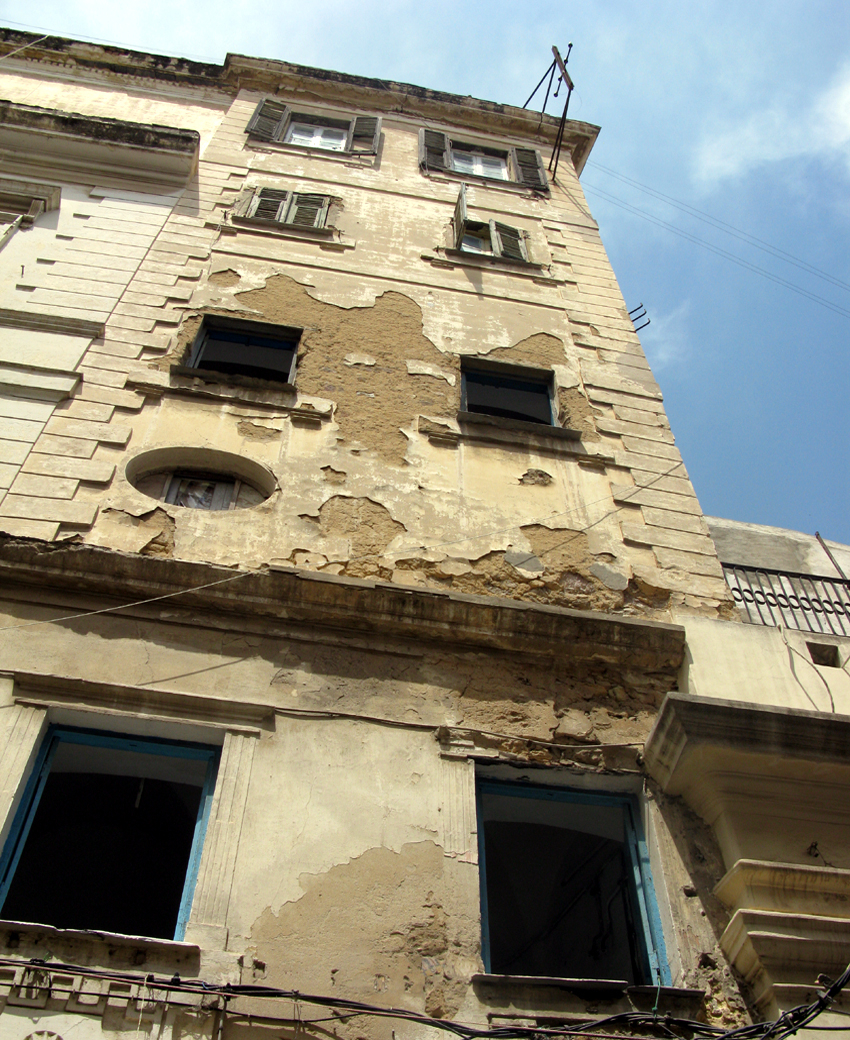
Façade à l'italienne du palais Gnecco.

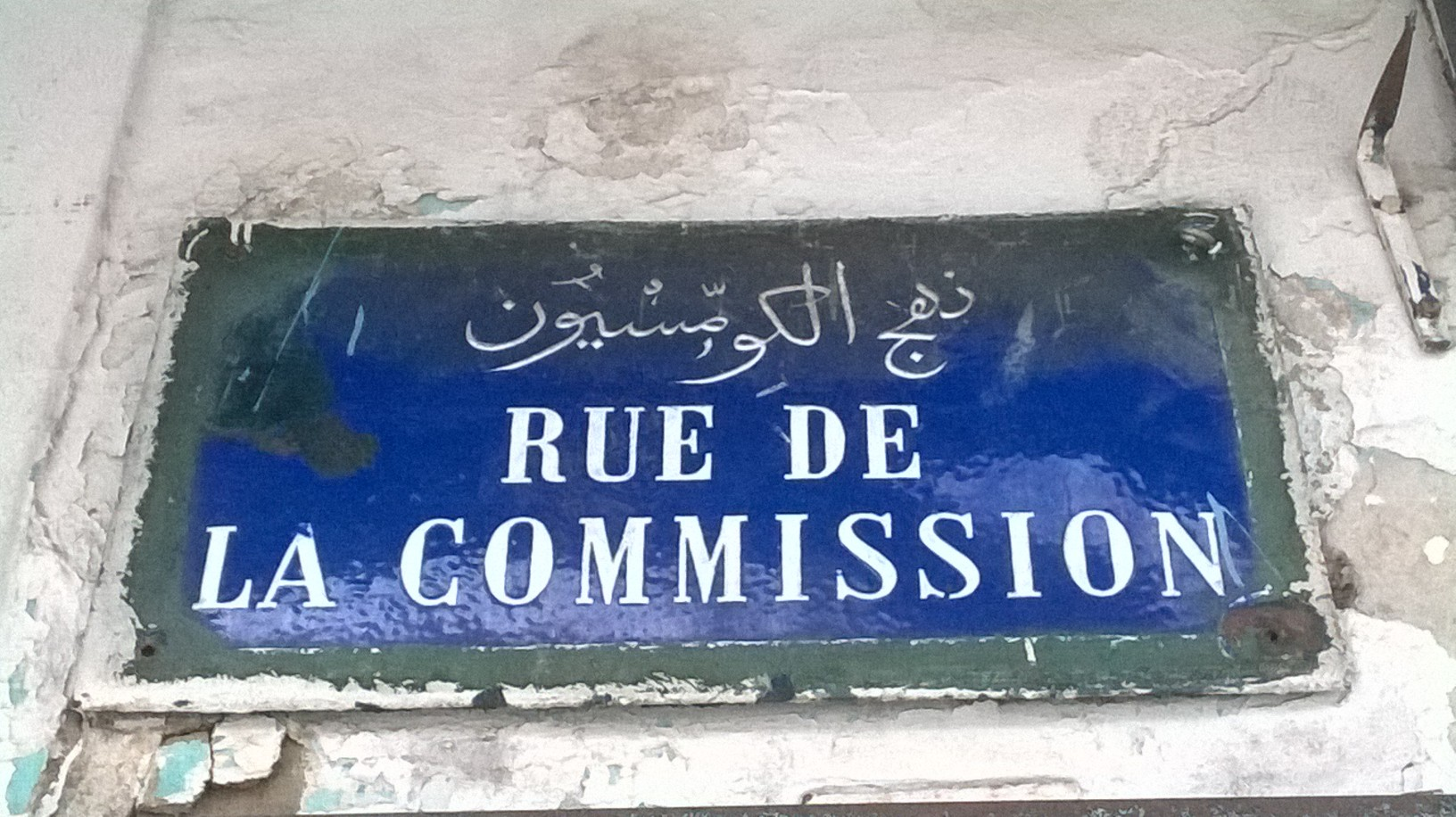
Plaque métallique indiquant la rue de la Commission.

Le palais Gnecco, appelé aussi maison de Garibaldi et Casa de la liberté, est un palais de la médina de Tunis construit au XIXe siècle.

## Localisation
Il se situe sur la rue de la Commission, dans l'ancien quartier franc.

## Histoire
Ce palais a été construit par Paolo Antonio Gnecco (1786-1866), un riche négociant de graines et huiles vers l'Italie.
Une plaque située près du portail d'entrée commémore le passage de Giuseppe Garibaldi dans ce palais au cours de son séjour à Tunis en 1834.
Vers le milieu du XIXe siècle, Giulio Finzi, un lithographe italien venu de Livourne, y installe des ateliers abritant des machines d'impression lithographique.
Le peintre franco-tunisien Pierre Boucherle y naît le 11 avril 1894.

## Architecture
Ce palais est conçu comme un palazzo italien. Il possède un grand portail à colonnes et une façade à l'italienne avec des fenêtres à encadrements et des frontons.
Le portail donne accès à une cour conçue dans l'esprit des palais italiens et qui éclaire une grande partie des pièces.

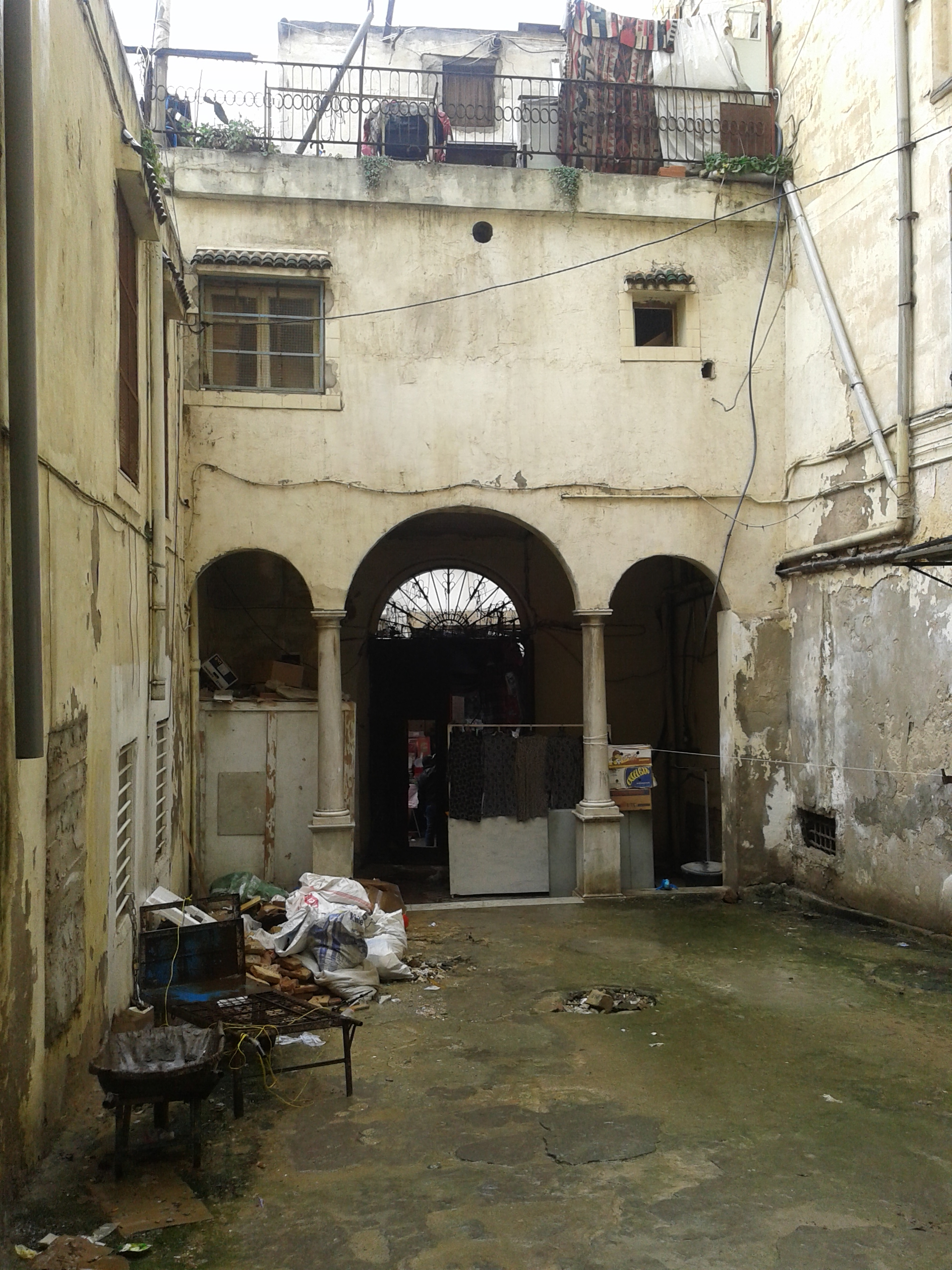
Cour du palais Gnecco.
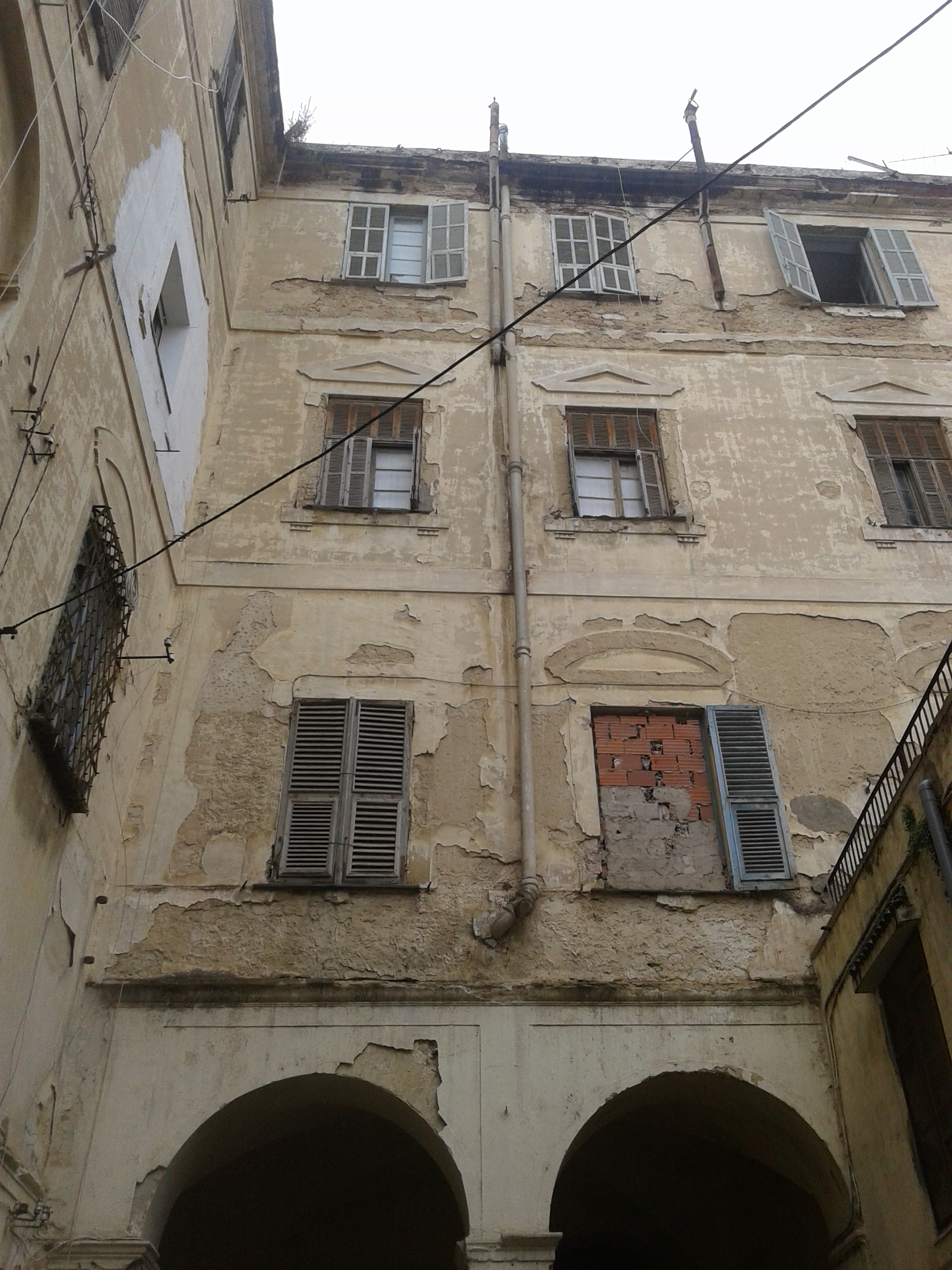
Façade donnant sur la cour du palais Gnecco.
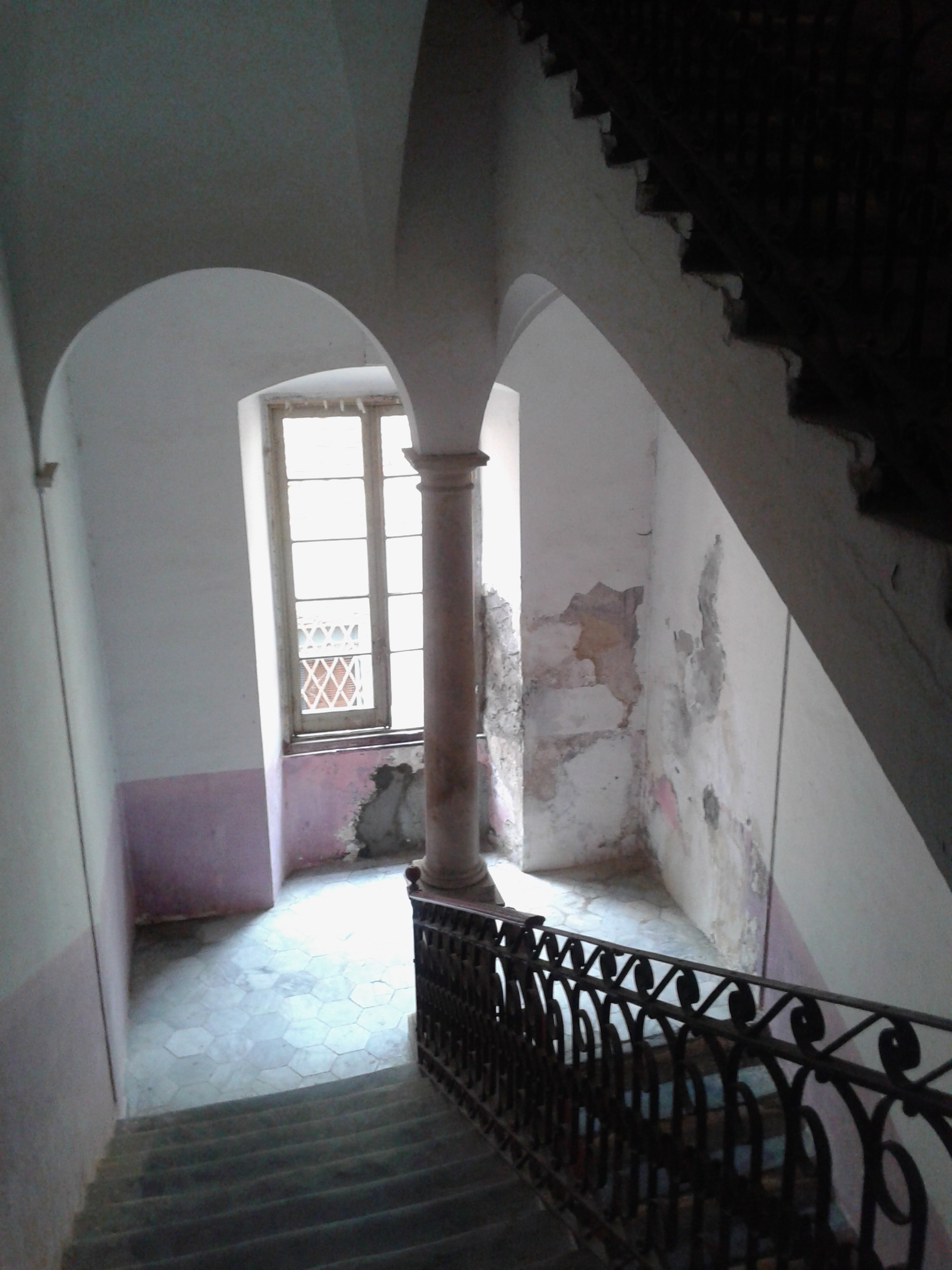
Escalier avec une colonne en marbre de Carrare.
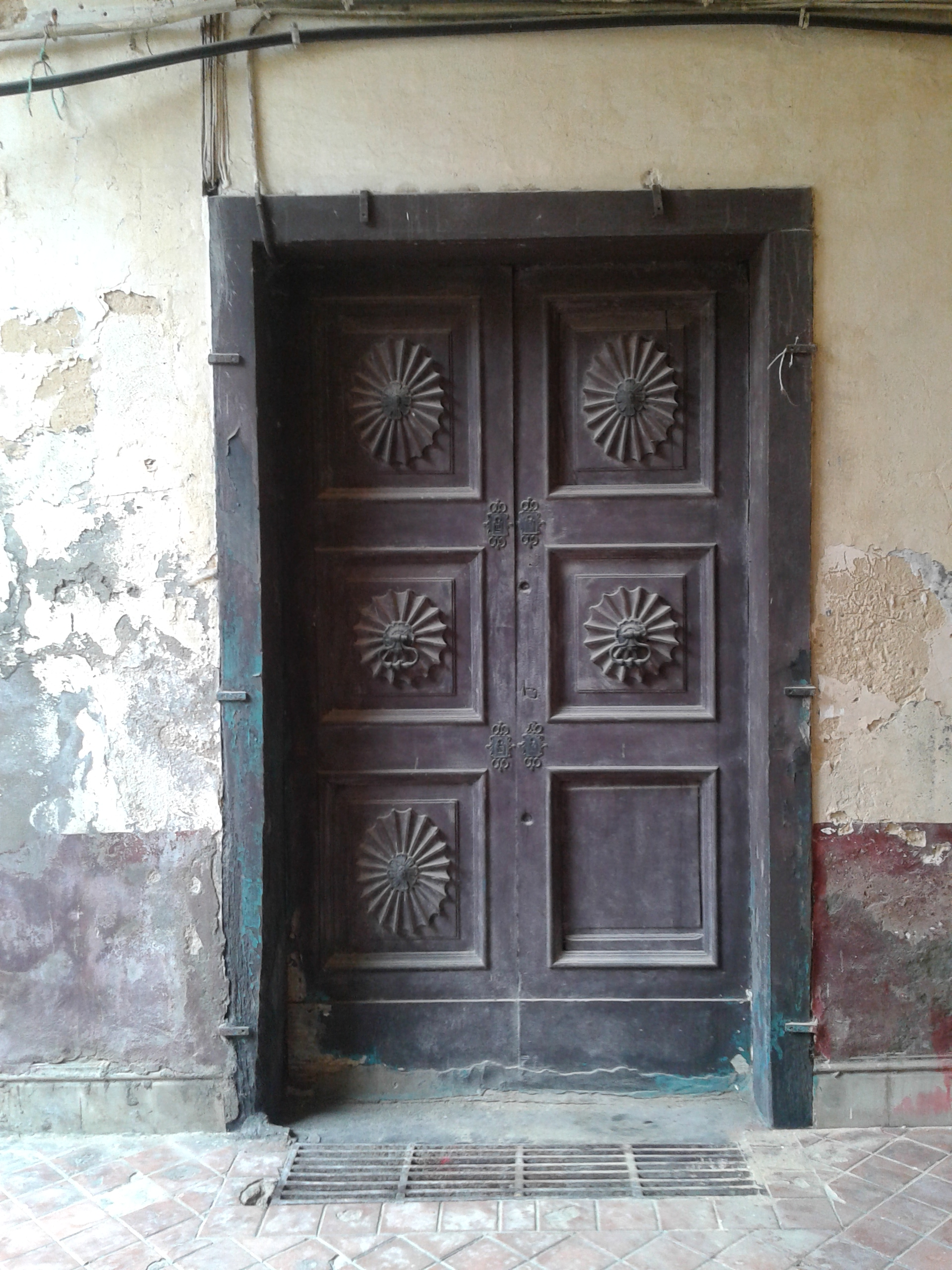
Porte dans la cour.
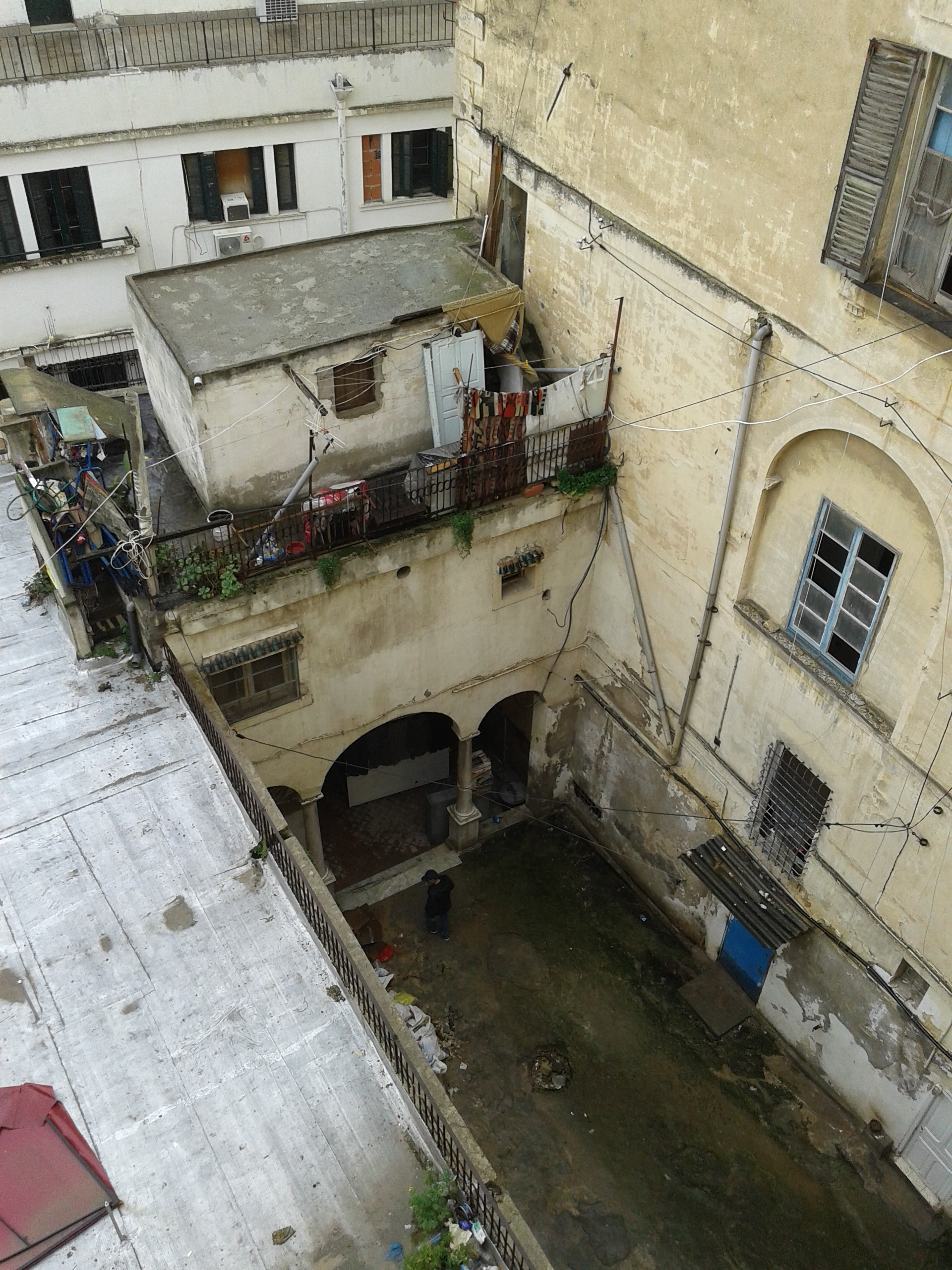
Cour du palais.
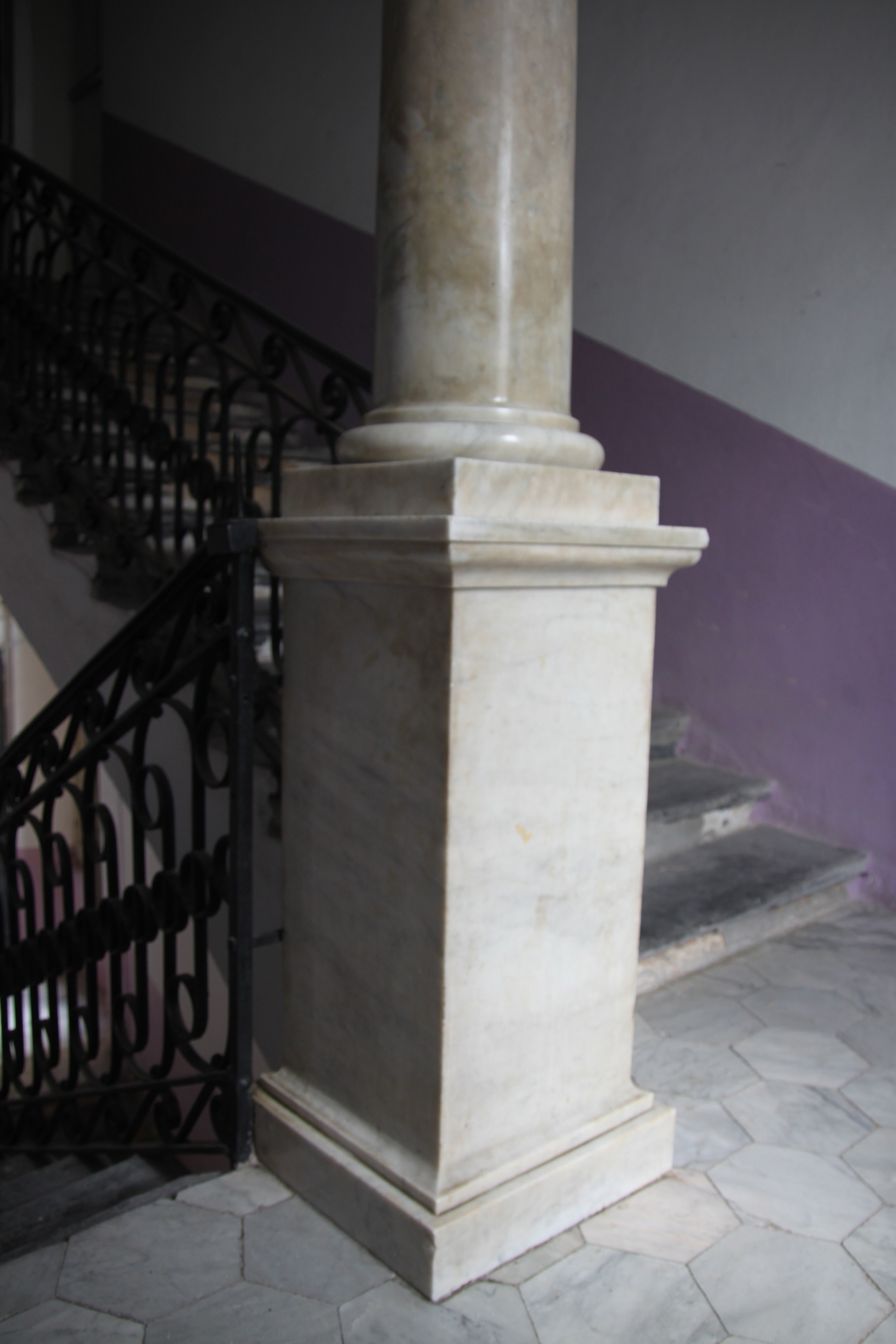
Colonne en marbre de Carrare.